# Poeți români în închisorile comuniste
Poeți români în închisorile comuniste
Motto:
"Cu pumnii strânși, tăcem din gură..." (Radu Gyr)
Prin închisoare au trecut sub comunism, fără deosebire, oameni de ambele sexe și de toate nuanțele politice, de toate stările sociale, de toate religiile, sectele, cultele, profesiile, etniile, vârstele și opiniile. Poeții nu puteau să lipsească, ei sunt totdeauna un ghimpe în ochii dictatorilor, atunci când nu se prostituează în mod servil (au fost și din aceștia, din nefericire). 
Iată o listă (incompletă) a poeților români, victime ale regimului comunist din România, în ordine alfabetică:
- Eugenia Adams-Mureșanu
- Dumitru Bacu [1]
- Radu Budișteanu
- Ion Caraion
- Nichifor Crainic
- Radu Gyr
- A.V. George
- Sergiu Grossu
- Al. Ionescu-Lungu
- Simion Lefter
- Sergiu Mandinescu
- Stere Mihalexe
- Vasile Militaru
- Iordache Nicoară
- Ion Omescu
- Zahu Pană
- Dinu Pillat
- Ion Popescu
- George Tomaziu, poet și artist plastic
- Constant Tonegaru
- Ștefan Tumurug
- Virgil Vasiliu
- Ștefan Vlădoianu
- Vasile Voiculescu
- Theodor Gher Zuca
- Sandu Tudor
- Demostene Andronescu
- Traian Dorz
- Valeriu Anania
- Gheorghe Ursu

În ciuda riscurilor incomensurabile, în închisori se scria poezie. Ion Caraion: "Care în gând, care pe-o bucată de sticlă, care pe-o tăbliță de lemn, pe-un papuc, pe-o pingea, pe o coajă de săpun sau pe spatele gamelei. Hârtie nu era, hârtia era prohibită. Pentru un simplu petec de sac de ciment sau pentru o gămălie de vârf de creion, obținute și acelea câine-câinește, cine știe cum, rar, prin curajul demenței, s-a întâmplat neîntâmplător să fie omorâți oameni. Și totuși toată lumea scria și nu toată lumea era numai din poeți alcătuită."
Autorii își transmiteau poeziile, și le memorizau după afinități, unele s-au salvat, majoritatea nu, iar cei care au mai avut zile să iasă din ocne și ulterior din ocna care a devenit țara pe de-a-ntregul, aceia le-au așternut pe hârtie în variante felurite. În 1984 sub îngrijirea lui Zahu Pană, a văzut lumina tiparului în Canada o amplă culegere de Poezii din închisori, prefațată de Vintilă Horia.